# Symfonie nr. 12 (Holmboe)
Vagn Holmboe voltooide zijn Symfonie nr. 12 in 1989.
Holmboe vond dat er eigenlijk geen goede symfonie meer geschreven kon worden na de genrewerken van Carl Nielsen. Zelf hield hij zich daar niet aan; hij zou er veertien componeren. Deze Symfonie nr. 11 is de twaalfde in de reeks; tussen nummers 8 en negen schreef hij een ongenummerde symfonie.
Het verzoek voor dit werk kwam van het BBC National Orchestra of Wales, dat tijdens concerten onder leiding van hun dirigent Bryden Thomson al enige symfonieën van Holmboe ten uitvoering had gebracht. Het zou een werk moeten worden dat uitgevoerd werd tijdens de tachtigste verjaardag van de componist op 20 december 1989. De eerste uitvoering vond echter twee maanden eerder plaats op 21 oktober 1989 onder leiding van Richard Armstrong. De Deense première vond ook nog voor de voorgestelde datum plaats en wel onder leiding van Leif Segerstam, gespecialiseerd in hedendaagse muziek.
Terugkerende factor in het werk is een motief van G, Fis, C, G. Het eerste deel (Allegro con forza) is fragmentarisch van opzet. Het tweede deel (Andante sereno) kent langere muzikale lijnen en lijkt in hetzelfde tempo gespeeld te worden (Allegro is een tempo-aanduiding voor snel, Andante voor gaande). Een belangrijke partij is hier weggelegd voor de pauken, die het deel in gang zetten. Het derde deel begint met een trage introductie (Adagio) om vervolgens naar een sneller tempo over te schakelen (Allegro con brio). Gedurende het gehele werk zijn enkele passages te beluisteren waarin alleen de harp samen met de houtblazers te horen zijn.
Symfonie nr. 1 · nr. 2 · nr. 3 · nr. 4 · nr. 5 · nr. 6 · nr. 7 · nr. 8 · Sinfonia in memoriam · nr. 9 · nr. 10 · nr. 11 · nr. 12 · nr. 13 ·